# Любительская радиосвязь
Люби́тельская радиосвя́зь — техническое хобби, состоящее в проведении радиосвязей между непрофессиональными операторами в отведённых для этой цели диапазонах радиочастот. Международный Регламент радиосвязи определяет любительское радио как одну из служб радиосвязи, в числе прочих: 

Любительская служба: служба радиосвязи для целей самообучения, переговорной связи и технических исследований, осуществляемая любителями, то есть лицами, имеющими на это должное разрешение и занимающимися радиотехникой исключительно из личного интереса и без извлечения материальной выгоды— Регламент радиосвязи. Статьи. Том 1. Издание 2012 года. Международный союз электросвязи. Статья 1.56
Может иметь направленность в сторону той или иной составляющей, в том числе:
- конструирование и постройка любительской приёмопередающей аппаратуры и антенн;
- участие в различных соревнованиях по радиосвязи (см. радиоспорт);
- коллекционирование карточек-квитанций (QSL-карточек), высылаемых в подтверждение проведённых радиосвязей и/или дипломов, выдаваемых за проведение тех или иных связей;
- поиск и проведение радиосвязей с радиолюбительскими станциями, работающими из отдалённых мест или из мест, с которых крайне редко работают любительские радиостанции (DXing);
- работа какими-то определёнными видами излучения (телеграфия, телефония с однополосной или частотной модуляцией, телевидение с медленной разверткой (SSTV), цифровые виды связи (RTTY, PSK, FT8));
- связь на УКВ с использованием отражения радиоволн от Луны (EME), зон полярного сияния («Аврора»), метеорных потоков, или с ретрансляцией через радиолюбительские ИСЗ;
- работа малой мощностью передатчика (QRP) на простейшей аппаратуре;
- работа на ретро-аппаратуре, реставрация и воссоздание исторических образцов аппаратуры радиосвязи;
- участие в радиоэкспедициях — выход в эфир из отдалённых и труднодоступных стран и местностей, где нет активных радиолюбителей.

Кроме того, любительские радиостанции и их операторы обязаны при необходимости обеспечивать связь в чрезвычайных ситуациях. Международный регламент определяет понятие радиолюбительской аварийно-спасательной службы (РАС или ARES — Amateur Radio Emergency Service).

## Организация
Радиолюбитель выходит в радиоэфир на основании выданной ему лицензии (разрешения) с использованием присвоенного ему позывного сигнала. Лицензию выдает уполномоченный государственный орган страны, где располагается станция. Чтобы получить лицензию, нужно сдать экзамен на знание правил работы в эфире, основ радиотехники, правил техники безопасности и, в некоторых случаях, на умение принимать и передавать радиограммы азбукой Морзе. Любительские радиостанции подразделяются на несколько классов или категорий (например, в России — на четыре категории, на Украине — на три категории). От категории зависит максимальная разрешённая мощность передатчика, диапазоны и виды излучения, в которых станция может работать. Новички, как правило, получают низшую категорию и могут последовательно повышать её в установленном в данной стране порядке.
Кроме того, существуют коллективные (клубные) радиостанции, где на определённых условиях могут работать операторы, не имеющие персональной лицензии. Они создаются при университетах, школах, центрах детского творчества, общественных организациях и т. п.
Радиолюбитель, не имеющий собственного передатчика, а только приёмник, может получить официальный статус наблюдателя (SWL, англ. Short wave listener). Наблюдателю присваивается позывной специального формата, он может обмениваться QSL-карточками с коротковолновиками, сигналы которых он слышал, получать дипломы, участвовать в некоторых соревнованиях. В СССР статус наблюдателя был обязательным условием для работы в качестве оператора коллективной радиостанции, а определённый наблюдательский стаж — условием получения лицензии на передатчик.
Общественным объединением радиолюбителей в Российской Федерации является Союз радиолюбителей России, являющийся, в свою очередь, членом Международного радиолюбительского союза (IARU).

## Правовые основы
Деятельность любительской службы радиосвязи регулируется законодательством страны расположения радиостанции. Основой для такого законодательства является Регламент радиосвязи, издаваемый Международным союзом электросвязи (ITU).
В России по состоянию на август 2022 г. действуют следующие нормы:
- Правила регистрации радиоэлектронных средств (РЭС), в том числе любительской службы, и перечень РЭС, подлежащих регистрации и освобождённых от неё, определяются постановлением Правительства Российской Федерации от 20.10.2021 № 1800 «О порядке регистрации радиоэлектронных средств и высокочастотных устройств»[2]. Регистрация РЭС осуществляется территориальными органами Роскомнадзора; экспертиза электромагнитной совместимости РЭС производится региональными управлениями ГРЧЦ, находящегося в ведении Роскомнадзора. Любительские РЭС от проверки технических характеристик освобождены. Регистрация активных любительских ретрансляторов требует получения отдельного разрешения на использование радиочастот и заключения экспертизы электромагнитной совместимости.
- Принципы образования позывных сигналов опознавания РЭС гражданского назначения, в том числе любительской службы, структура позывных сигналов утверждены приказом Минкомсвязи России от 12.01.2012 № 4 (ред. от 04.03.2019) «Об утверждении Порядка образования позывных сигналов для опознавания радиоэлектронных средств гражданского назначения»[3]. Образование позывных сигналов осуществляет ГРЧЦ.
- Цели любительской службы радиосвязи, правила проверки квалификации операторов любительской службы, основные правила работы в эфире, минимальные ограничительные требования к любительским РЭС утверждены приказом Минкомсвязи России от 26.07.2012 № 184 (ред. от 17.11.2016) «Об утверждении Требований к использованию радиочастотного спектра любительской службой и любительской спутниковой службой в Российской Федерации»[4]. Проверка квалификации операторов производится в форме тестирования квалификационными комиссиями региональных отделений СРР (по действующему Положению, возможна только для членов СРР и несовершеннолетних заявителей) или региональными управлениями ГРЧЦ. При успешном прохождении тестирования на выбранную категорию, не требующую квалификации (четвёртую или третью) допустимо последовательное прохождение проверки квалификации на более высокие категории.
- Диапазоны радиочастот, мощности излучения и допустимые виды модуляции любительской и любительской спутниковой служб регламентируются Решением Государственной комиссии по радиочастотам при Минкомсвязи России от 15 июля 2010 г. N 10-07-01 (в редакции решения ГКРЧ от 16 апреля 2018 г. № 18-45-02)[5]. Контроль за соблюдением частотных планов осуществляется управлениями ГРЧЦ.

## Полосы радиочастот любительской службы радиосвязи
Ниже перечислены радиолюбительские диапазоны в соответствии с частотным планом Региона 1 IARU. На территории Российской Федерации разрешена работа не во всех диапазонах, согласно Решению ГКРЧ. Оно определяет диапазоны частот, в пределах которых должны располагаться излучаемые сигналы, а также распределение участков, предназначенных для работы различными типами модуляции. Прежде всего, в начале каждого диапазона выделен интервал, в котором разрешено использовать только телеграфию. Ряд диапазонов выделен любительской службе на вторичной основе, что означает преимущество ведомственных служб связи перед любительскими в этих полосах частот.

### Длинные волны
- Диапазон 136 кГц (2,2 км): 135,70—137,8 кГц. Максимальная изотропно излучаемая мощность — 1 Вт для радиостанций 1, 2 и 3 категории (с учётом эффективности антенн доступных размеров, это может требовать мощности на выходе передатчика порядка 100 Вт и более). Радиостанциям 4 категории работа в этом диапазоне запрещена. Выделен на вторичной основе, разрешена только телеграфия и узкополосные цифровые виды модуляции.

### Средние волны
- Диапазон 472—479 кГц (630 м)[7]. В России не разрешён.
- 1,8 МГц (160 м): 1810—2000 кГц (вторичная основа; ниже 1838 кГц — только телеграф; телефон — выше 1840 кГц);

### Короткие волны
Ниже в списке указана основа, на которой распределены частотные диапазоны, а также отмечены границы участков для работы телеграфом и телефоном. Работа узкополосными цифровыми видами модуляции формально разрешена на любых частотах выше телеграфного участка, однако на практике существует дополнительное разграничение телефонных и цифровых участков для предотвращения взаимных помех, регламентированное частотным планом IARU. При работе телефоном подразумевается использование однополосной модуляции с шириной излучаемого сигнала не более 3 кГц; работа телефоном с применением амплитудной модуляции (не более 6 кГц) и частотной модуляции (не более 16 кГц) на КВ разрешена только в диапазоне 10 м. Для узкополосных цифровых видов передачи данных (телетайп, PSK31, различные виды MFSK) выделены интервалы частот, лежащие обычно между телеграфным и телефонным участками. Работа с использованием широкополосных цифровых видов (SSTV) формально допускается на любых частотах в пределах телефонных участков диапазонов, но на практике работа ведётся вблизи вызывных частот, также регламентированных частотным планом IARU.
- 3,5 МГц (80 м): 3500—3800 кГц (ниже 3650 кГц — первичная, выше — вторичная; ниже 3570 кГц — только телеграф; телефон — выше 3600 кГц);
- 5 МГц (60 м): 5351,5—5366,5 кГц (в России не разрешён);
- 7 МГц (40 м): 7000—7200 кГц (первичная; ниже 7040 кГц — только телеграф; телефон — выше 7050 кГц);
- 10 МГц (30 м): 10100—10150 кГц (вторичная; ниже 10130 — только телеграф; работа с полосой излучаемых частот шире 500 Гц запрещена);
- 14 МГц (20 м): 14000—14350 кГц (первичная; ниже 14070 — только телеграф; телефон — выше 14101 кГц);
- 18 МГц (17 м): 18068—18168 кГц (вторичная; ниже 18095 — только телеграф; телефон — выше 18111 кГц);
- 21 МГц (15 м): 21000—21450 кГц (первичная; ниже 21070 — только телеграф; телефон — выше 21151 кГц);
- 25 МГц (12 м): 24890—24990 кГц (вторичная; ниже 24915 — только телеграф; телефон — выше 24931 кГц);
- 28 МГц (10 м): 28000—29700 кГц (первичная; ниже 28070 — только телеграф; телефон — выше 28225 кГц).

На диапазонах 10, 18 и 25 МГц запрещено проведение соревнований.
На территории России действуют следующие ограничения по мощности для коротковолновых диапазонов. Пиковая выходная мощность передатчика на частотах выше 3500 кГц не более 1000 Вт для радиостанции индивидуального и коллективного пользования 1 и 2 категории и полной лицензии CEPT, не более 10 Вт для радиостанции 3 категории и лицензии класса CEPT Novice. В диапазоне 1,8 МГц регламентируется средняя мощность не более 10 Вт для радиостанций 1, 2 и 3 категорий. Радиостанциям 1 и 2 категории во время проведения соревнований в этом диапазоне разрешено работать с пиковой мощностью до 500 Вт. Радиостанциям 4 категории работа в диапазонах коротких волн запрещена. Существовавшие ранее в России ограничения на работу в отдельных диапазонах для радиостанций 2 и 3 категории полностью отменены в 2015 году. Радиолюбители 1, 2 и 3 категории имеют право в равной мере использовать все диапазоны и виды модуляции.

### Ультракороткие волны
На УКВ ввиду малой насыщенности станциями практически отсутствуют формальные ограничения на применяемые типы модуляции в различных участках диапазонов, за исключением 144 МГц и отдельных интервалов частот на других диапазонах, выделенных для работы ретрансляторов, радиомаяков, любительской спутниковой службы и проведения радиосвязей преимущественно с использованием отражения радиоволн от Луны, следов метеоров, областей аврорального отражения.
- Диапазон 50 МГц (6 м): 50—54 МГц — VHF (В России не разрешён, используется в телевещании);
- Диапазон 70 МГц (4 м): 70—72 МГц — VHF (В России не разрешён, используется в радиовещании);
- Диапазон 144 МГц (2 м): 144—146 МГц — VHF (первичная основа; ниже 144,1 МГц — только телеграфия; телефон — выше 144,15 МГц);
- Диапазон 220 МГц (1,25 м): 222—225 МГц — VHF (открыт только во 2-м регионе IARU — Северная и Южная Америка);
- Диапазон 430 МГц (70 см): 430—440 МГц — UHF (вторичная; в радиусе 350 км от центра Москвы запрещена работа в диапазоне 430—433 МГц);
- Диапазон 900 МГц (33 см): 902—928 МГц — UHF (открыт только во 2-м регионе IARU — Северная и Южная Америка);
- Диапазон 1260 МГц (23 см): 1260—1300 МГц — UHF (вторичная);
- Диапазон 2,4 ГГц (вторичная; 2320—2320,15 МГц — для связей через Луну; 2400—2450 МГц — для спутниковой службы; только для связи «земля―космос―земля»);
- Диапазон 3,4 ГГц (в России не разрешён, используется для ведомственной связи);
- Диапазон 5,65 ГГц (вторичная);
- Диапазон 10,0 ГГц (вторичная);
- Диапазон 24,0 ГГц (24,0—24,05 ГГц — первичная; 24,05—24,25 ГГц — вторичная);
- Диапазон 47,0 ГГц (вторичная);
- Диапазон 77,0 ГГц (76,0—77,5 ГГц — вторичная; 77,5—78,0 ГГц — первичная);
- Диапазон 122,25 ГГц (вторичная);
- Диапазон 134,0 ГГц (134—136 ГГц — первичная; 136—141 ГГц — вторичная);
- Диапазон 241,0 ГГц (241—248 ГГц — вторичная; 248—250 ГГц — первичная).

Пиковая выходная мощность передатчика для радиостанции индивидуального и коллективного пользований 1-й и 2-й категории и полной лицензии CEPT не более 100 Вт в диапазоне 144 МГц, и не более 10 Вт в остальных УКВ диапазонах. Для радиостанции 3-й категории и лицензии класса CEPT Novice разрешённая пиковая выходная мощность не более 10 Вт во всех УКВ диапазонах. Максимальная пиковая мощность передатчика для радиостанций 4-й категории — 5 Вт. Радиостанциям 1 и 2 категории во время проведения соревнований в диапазонах 430 и 1260 МГц разрешено работать с пиковой мощностью до 100 Вт. При проведении связей с использованием отражения радиоволн от Луны и следов метеоров допускается применение передатчиков с мощностью до 1500 Вт (144 МГц, 430 МГц, 1260 МГц, 2,4 ГГц) и до 100 Вт в остальных УКВ диапазонах.
«Гражданские диапазоны» (Си-Би, LPD, PMR) к любительской службе радиосвязи отношения не имеют.

### В других странах
В разных странах частотный план для любительской службы может несколько различаться. Так, согласно утверждённому в 2011 г. «Регламенту любительской радиосвязи Украины», в отличие от России, не предусмотрен диапазон 136 кГц, 30-метровый диапазон установлен в пределах 10,1—10,140 МГц, а 20-метровый — 14,0—14,250 МГц и т. п.

## Техническое обеспечение
Главными обязательными составляющими любой радиостанции (любительской или профессиональной) являются:
1. Приёмо-передающая аппаратура с источником питания;
2. Антенно-фидерное устройство (АФУ).

На раннем этапе развития радиолюбительства практически каждый оператор-любитель был и конструктором, и изготовителем всей своей аппаратуры. Когда радиолюбительское движение стало достаточно массовым (примерно рубеж 20-х — 30-х гг.), появились промышленные образцы приёмников, передатчиков и аксессуаров, предназначенных специально для его нужд. Сейчас любое оборудование для любительской станции можно купить либо в готовом виде, либо в виде наборов деталей для сборки. Самые известные современные производители оборудования для любительского радио — Kenwood, ICOM, Yaesu, Alinco, Elecraft, Ten Tec, MFJ, Cushcraft; до сих пор на слуху исторические марки Hammarlund, Hallicrafters, Collins, Drake, Heathkit. Тем не менее и самостоятельное конструирование достаточно широко распространено.
В совершенно другом положении находились советские радиолюбители. Ассортимент промышленной продукции для них всегда был крайне узок, объёмы выпуска — невелики, а зарубежная техника — почти недоступна. На подавляющем большинстве любительских станций использовалась либо самодельная аппаратура (иногда весьма высокого технического уровня), либо списанная из вооруженных сил и гражданских организаций и самостоятельно переделанная под радиолюбительские требования. Ситуацию отчасти компенсировал труд Б. Г. Степанова, Г. Г. Шульгина, Я. Лаповка, Г. Джунковского, Ю. Кудрявцева, В. Жалнераускаса, В. Дроздова, В. Полякова и других конструкторов, которые публиковали подробные описания своих разработок, рассчитанных на массовое повторение самодеятельными мастерами разной квалификации, в том числе начинающими.
В настоящее время основным инструментом радиолюбителя является, как правило, трансивер, то есть приёмопередатчик, изготовленный в виде единого компактного устройства. Раздельные приёмник и передатчик, обычные до 1950-х годов, сейчас применяют редко. В последние десятилетия непременным атрибутом любительской станции стал компьютер, подключенный к интернету. Компьютер используется не только для учёта связей и получения оперативной информации, но и для управления трансиверами и антеннами, а зачастую и непосредственно участвует в обработке сигнала (SDR-системы).
Мощность большинства любительских коротковолновых передатчиков составляет от нескольких десятков до нескольких сот ватт. При благоприятных условиях этого достаточно для связи на любое расстояние в пределах земного шара. Мощность УКВ передатчиков обычно меньше — от единиц до десятков ватт.
Самой важной и при этом самой громоздкой и сложной в постройке и обслуживании частью любительской станции являются, несомненно, антенные устройства. Любители, особенно в городах, сталкиваются с большими трудностями с размещением антенн на крышах и во дворах. Многим приходится довольствоваться простым куском провода, выброшенным из окна на ближайшее дерево, компактной антенной на балконе, а то и комнатной антенной. Иногда в качестве элементов антенны используют даже водосточные желоба и другие металлические конструкции в доме. Те же, кто имеет достаточно места и средств, строят порой очень внушительные сооружения — мачты высотой десятки метров со сложными поворотными антеннами направленного действия.

### Статьи о радиолюбительской технике
- Радио-76
- Трансивер UW3DI
- Р-250 (радиоприёмник)
- УС (радиоприёмник)
- Paraset
- Телеграфный ключ

## Из истории
- До 1905 года одними из первых любителей, экспериментировавших в области связи на КВ, были ирландец J. M. C. Dennis (позывной DNX), британский принц Филипп (HRH), англичанин A. Megson, бразилец Landell de Moura, американцы Irving Vermilya, W. Pickard, канадец Реджинальд Фессенден, француз Pierre Louis.
- В России в 1905 году изобретатель Эрик Тигерстед построил дома искровый передатчик, выходил в эфир, мешая радиостанциям военно-морского флота, и даже был арестован по подозрению в шпионаже. Обвинение с него сняли благодаря заступничеству А. С. Попова.
- В утверждённом в 1908 году министром внутренних дел России «Положении о радиотелеграфных станциях» ничего не говорилось о частных радиостанциях, хотя в проекте 1905 года такой пункт присутствовал.
- «Закон о радио», принятый в США в 1912 году, отдавал в распоряжение радиолюбителей частоты от 1,5 МГц и выше (длина волны от 200 м и короче). Этот диапазон считался в то время непригодным для сколько-нибудь дальней связи. Для любительских передатчиков устанавливался предел мощности в 1 кВт. Был определён порядок регистрации любительских передатчиков и присвоения позывных. Это был первый законодательный акт, регламентирующий любительскую радиосвязь, он послужил прецедентом для принятия подобных законов в других странах[14].
- С 1912 года проводил эксперименты по радиоприему С. С. Жидковский в г. Жмеринка, построил два приёмника, искровый передатчик мощностью 50 Вт и 30-метровую Г-образную антенну. В 1914 г. он также был арестован и обвинён в шпионаже. На суде в феврале 1915 г. обвинению удалось вменить Жидковскому только незаконную эксплуатацию радиоаппаратуры. Приговор — три месяца заключения[15][16].
- В марте 1913 года любительский передатчик был впервые использован для связи в чрезвычайной ситуации. В штате Огайо во время катастрофического паводка река Сайото затопила центр города Колумбус и нарушила проводную связь. 15-летний радиолюбитель Герберт Акерберг (Herbert V. Akerberg) трое суток передавал информацию о бедствии[17][18].
- В декабре 1915 г. в США вышел в свет первый номер журнала «QST» — первого в мире, полностью посвящённого теме любительской радиосвязи. Издается по сей день.
- Одно из первых в мире QSO (двусторонних связей) провели в 1916 году американцы 2IB и 8AEZ.
- В связи с Первой мировой войной Конгресс США запретил работу всех радиолюбительских радиостанций[19]. Оборудование должно было быть демонтировано. После окончания войны эти ограничения были сняты. 1 октября 1919 года любительская радиосвязь в США была восстановлена.
- Первое межконтинентальное QSO состоялось 25 ноября 1923 года между французом Leon Deloy (8AB) из Ниццы и американцами Fred H. Schnell (1MO) из Коннектикута и Джоном Рейнарцем (John L. Reinartz) (1QP/1XAL) на волне около 100 м.
- С конца 1924 года началось упорядочивание любительских позывных — первая буква стала выбираться в зависимости от страны пребывания. До этого операторы назначали себе позывные по своему усмотрению.

- 15 января 1925 года вышел в эфир первый в СССР любительский передатчик, его построил Ф. А. Лбов (неофициальный позывной R1FL) из Нижнего Новгорода (при этом на ключе работал его друг В. М. Петров). Законодательных норм относительно любительских передатчиков в СССР тогда ещё не было. Лбов заручился согласием местных властей, позывной выбрал сам (R1FL — «Россия, первая, Фёдор Лбов»). Первую же передачу R1FL приняли в Месопотамии (Ираке), на расстоянии около 2500 км. Поначалу у Лбова и Петрова не было приёмника, и о том, что их сигналы услышали, они узнавали из телеграмм и иностранных журналов. Станция работала до лета 1927 г., когда Ф. А. Лбову поручили масштабную работу по созданию губернского радиоцентра и на радиолюбительство не осталось времени[20][21][22].
- 18 апреля 1925 года учреждён Международный радиолюбительский союз (IARU).
- 5 февраля 1926 г. вышло постановление Совнаркома СССР о радиостанциях частного пользования[23]. Первым в стране право на установку радиостанции получил Ф. А. Лбов из Нижнего Новгорода. Он выходил в эфир с позывным 01RA до середины 1927 года[24].
- В 1926 г. американской радиолюбительской лигой (ARRL) учреждён первый в мире радиолюбительский диплом WAC («Работал со всеми континентами»). Диплом № 1 выдан 13 апреля того же года американцу Брендону Вентворту (U6OI).
- В апреле 1927 года при Обществе друзей радио СССР была создана Центральная секция коротких волн (ЦСКВ), объединявшая любителей — владельцев передатчиков и наблюдателей (SWL). Начал выходить орган секции — первый в СССР специализированный журнал для коротковолновиков «RA-QSO-RK» (приложение к журналу «Радио всем»)[25].
- В сентябре-октябре 1927 г. был проведен первый Всесоюзный «test» (соревнования) по радиосвязи на КВ, в которых приняли участие коротковолновики Ленинграда, Москвы, Нижнего Новгорода, Омска и Томска[26].
- Радиоаппаратуру для полярной экспедиции У. Нобиле в 1928 г. на дирижабле «Италия» сконструировали и построили итальянские коротковолновики-любители. Сигнал о помощи после катастрофы дирижабля первым принял советский радиолюбитель Н. Шмидт на самодельный одноламповый приёмник[27].
- В октябре 1929 г. Н. H. Лащенко (EU5BH, позже — U5AE, UB5OE) из г. Сумы первым в СССР проводит межконтинентальные QSO — с Австралией и островом Ява. Он использовал передатчик мощностью всего 3 Вт при длине волны 21 м, приёмник прямого усиления и Г-образную антенну. В 1936 г. Лащенко выполнил условия диплома WAC, связавшись со всеми континентами[28].
- В начале 1932 г. получила позывной первая в СССР женщина-коротковолновик В. Подзорская (EU3EW) из Ленинграда[29].
- Одним из радистов разведывательной группы Рихарда Зорге был опытный радиолюбитель Макс Клаузен. Он сам конструировал и строил передатчики и приемники для агентурной связи. Передачи из Токио велись в любительском диапазоне 7 МГц, в радиограммы Клаузен включал выражения из радиолюбительского кода, чтобы они походили на любительский радиообмен. При этом в самой Японии было в то время запрещено иметь не только любительские передатчики, но и коротковолновые приемники, поэтому аппаратуру приходилось тщательно маскировать: передатчик хранился в разобранном виде среди домашнего хлама, приемник монтировался в корпусе обычного радиовещательного приемника[30].
- В 1941 году с началом Великой Отечественной войны любительская радиосвязь в СССР была запрещена, все передатчики и приёмники населению предписано сдать в местные органы Всесоюзного радиокомитета на временное хранение под расписку. Выдача разрешений возобновилась весной 1946 года, и первую лицензию получил Э. Т. Кренкель (UA3AA).
- С 1951 до 1956 года советским радиолюбителям из политических соображений было запрещено проводить связи с коротковолновиками капиталистических стран. До того, с 1949 г., стали аннулировать разрешения у коротковолновиков-военнослужащих. В то же время в 1952—1953 г. радиосвязь на КВ официально стала видом спорта — были учреждены спортивные разряды и институт судей по радиоспорту[31].
- Один из лучших связных приёмников предвоенного времени — американский RCA AR-88 — разрабатывался в расчете на радиолюбителей (AR означает Amateur Receiver). Со вступлением США во Вторую мировую войну его стало заказывать военное ведомство для войск связи, не затратив таким образом ни цента на разработку весьма совершенного образца. Приёмник поставлялся в СССР по ленд-лизу и таким путём появился после войны у советских коротковолновиков (одним из них пользовался Э. Т. Кренкель)[32]. То же относится к приёмникам National HRO[англ.] и некоторым другим.
- В морских экспедициях Тура Хейердала с борта его судов («Кон-Тики», «Ра», «Ра-2», «Тигрис») работала станция с любительским позывным LI2B. Радистами Хейердала были Кнут Хёугланн («Кон-Тики») и Норман Бейкер.
- 12 декабря 1961 г. в США запущен первый радиолюбительский спутник OSCAR-1. Спутник проработал на орбите 22 суток, передавая телеграфом сигнал HI HI на частоте 144,983 МГц. В дальнейшем по программе OSCAR[англ.] в разных странах запущено более 70 любительских спутников. Первые советские радиолюбительские спутники РС-1 и РС-2 запущены 26 октября 1978 года с космодрома Плесецк вместе с аппаратом «Космос-1045»[33].
- В 1970 г. в майском и июньском номере журнала «Радио» опубликовано описание коротковолнового трансивера конструкции Ю. Н. Кудрявцева (UW3DI). Аппарат немедленно стал популярным, как ни одна конструкция до того. Его повторили в тысячах экземпляров в СССР и других странах; продолжают строить даже в XXI веке.
- Первое любительское QSO с космическим аппаратом состоялось в ноябре 1983 года. Оуэн Гэрриотт (W5LFL) работал с борта корабля «Колумбия» во время полета STS-9[34].
- Раджив Ганди (VU2RG), заняв в 1984 г. пост премьер-министра Индии, добился отмены ввозных пошлин на любительскую радиоаппаратуру[35].
- На борту орбитальной станции «Мир» стояло оборудование для связи на любительских диапазонах. Операторами были Владимир Титов (U1MIR), Муса Манаров (U2MIR, ex UV3AM), Валерий Поляков (U3MIR), Александр Волков (U4MIR), Сергей Крикалёв (U5MIR, на Земле UZ3AK), Александр Викторенко (U6MIR), Анатолий Арцебарский (U7MIR), Геннадий Стрекалов (U8MIR), Виктор Афанасьев (U9MIR), Клаус Фладе (DP0MIR, DL1MIR), Томас Райтер (DP0MIR, на Земле DF4TR), Франц Фибёк (OE0MIR), Жан-Пьер Эньере (F6MIR), Норман Тагард (R0MIR, на Земле KB4YSY) и другие[36][37].
 В апреле 1993 г. было проведено первое QSO в космосе между кораблем «Дискавери» (STS-56) — оператор Майкл Фоул (KB5UAC), и станцией «Мир» — операторы Геннадий Манаков (U9MIR) и Александр Полещук (R2MIR)[38].
- На борту орбитальной станции МКС также установлена и активно используется аппаратура для любительской связи в диапазоне 144—146 МГц. Первое QSO проведено 13 ноября 2000 года, операторы — Сергей Крикалев (U5MIR) на МКС и Муса Манаров (U2MIR) на Земле[37].
- Астероид (7912) Lapovok, открытый в 1978 году, носит имя советского коротковолновика, автора популярных радиолюбительских конструкций, многих статей и книг по любительскому радио, Якова Лаповка (UA1FA).

## Известные радиолюбители-коротковолновики
См. также: Категория: Радиолюбители
Некоторые знаменитости — коротковолновики:
- полярник и профессиональный радист, Герой Советского Союза Эрнст Теодорович Кренкель (RAEM);
- учёный-радиотехник, конструктор, академик АН СССР Александр Расплетин (62RW, eu2DQ, eu3FC);
- король Марокко Хасан II (CN8MH);
- король Испании Филипп VI (EF0F), его предшественник Хуан Карлос I (EA0JC) и сестра Хуана Карлоса I Маргарита де Бурбон-и-Бурбон (EA4AOR);
- короли Саудовской Аравии Сауд (HZ1SS), Фейсал (HZ1AF) и Фахд (HZ1AA);
- король Иордании Хусейн I (JY1);
- король Таиланда Пхумипон Адульядет (HS1A);
- султан Омана Кабус бен Саид (A41AA);
- президент Аргентины Карлос Менем (LU1SM);
- президент Чили Аугусто Пиночет (XQ3GP);
- президент Италии Франческо Коссига (I0FCG);
- президент Ливана Эмиль Лахуд (OD5LE);
- президент Никарагуа Анастасио Сомоса (YN1AS);
- премьер-министр Индии Раджив Ганди (VU2RG) и его вдова Соня Ганди (VU2SON);
- премьер-министр Японии Кэйдзо Обути (JI1KIT);
- австрийский эрцгерцог Отто фон Габсбург (OE5AH);
- генеральный секретарь ООН У Тан (XZ2TH);
- британский политик, член парламента лорд Иэн Орр-Юинг (G5OG)[39];
- министр обороны, министр внутренних дел Австралии Аллен Фэрхолл (VK2KB);
- физик, Нобелевский лауреат Джозеф Тейлор-мл. (K1JT, ex: KN2ITP, K2ITP);
- Макс Клаузен — радист советской нелегальной разведсети в Китае и Японии, соратник Рихарда Зорге[40];
- лётчик-истребитель, Герой Советского Союза Александр Батурин (UW9SD);
- радиоконструктор, дважды лауреат Сталинской премии Илья Народицкий (RA9MBN);
- создатель компьютера «Atari» Нолан Бушнелл (W7DUK);
- путешественник и исследователь Дмитрий Шпаро (UA3AJH);
- путешественник, диакон Фёдор Конюхов (R0FK);
- путешественник Наоми Уэмура (JG1QFW);
- командующий стратегической авиацией США генерал Кёртис ЛеМей (W6EZV);
- польский священник святой Максимиллиан Кольбе (SP3RN);
- участник ядерной бомбардировки Хиросимы Пол Тиббетс (K4ZVZ);
- сенатор США Барри Голдуотер (K7UGA);
- киноактер Марлон Брандо (FO5GJ, WA6RBU, KE6PZH, FO0MB, FO5BW, FO5HG);
- поп-певец Гарри Уэбб — Клифф Ричард (W2JOF);
- рок-музыкант, участник группы Eagles Джо Уолш (WB6ACU)[41];
- футболист Сергей Ребров (UT5UDX, 5B4AMM, M0SDX, P3X);
- изобретатель метода магнитной стереофонической записи звука в кино Баз Ривс (K2GL)[42];
- путешественник-яхтсмен Николай Литау (R3AL/mm);
- инженер, один из основателей компании Apple Стив Возняк (WA6BND, WV6VLY);
- Масару Ибука (J3BB) и Акио Морита (JP1DPJ), соучредители компании Sony;
- основатель американской фирмы-производителя синтезаторов Moog Роберт Муг (K2AMH)[43];
- сооснователь американской компании Hewlett-Packard Дэвид Паккард (9DRV)[44];
- президент (1977—1983) компании PepsiCo Джон Скалли (K2HEP);
- Присцилла Пресли, актриса и предприниматель, жена Элвиса Пресли (NY6YOS);
- миллиардер Говард Хьюз (W5CY);
- Дуглас Бриттен (G3KFL) — главный техник Подразделения связи №399 ВВС Великобритании, агент КГБ[45];
- руководитель аналитического отдела ФБР, агент КГБ Роберт Ханссен (K9QVL)[46];
- американский стендап-комик Гарри Шедлинг (KD6OY)[47];
- ведущий радиокомпании «Голос России» Павел Михайлов (RV3ACC);
- американский телеведущий (CBS) Уолтер Кронкайт (KB2GSD)[48];
- известный американский хакер Кевин Митник (N6NHG)[49].